# Združena Kristusova cerkev
Združena Kristusova cerkev (angleško United Church of Christ, UCC) je glavna protestantska krščanska denominacija s sedežem v Združenih državah Amerike, z zgodovinskimi in veroizpovednimi koreninami v kongregacijski, kalvinistični, luteranski in anabaptistični tradiciji ter s približno 4600 cerkvami in 712.000 člani. Združena Kristusova cerkev je zgodovinsko nadaljevanje Splošnega sveta kongregacijskih krščanskih cerkva, ustanovljenih pod vplivom Romarjev in Puritancev v Novi Angliji. Poleg tega je vključila tudi tretjo največjo kalvinistično skupino v državi, Nemško reformirano cerkev. Združena Kristusova cerkev je nastala z združitvijo Evangeličanske in reformirane cerkve ter Splošnega sveta kongregacijskih krščanskih cerkva leta 1957. Omenjeni denominaciji, ki sta bili sami rezultat predhodnih združitev, sta izhajali iz kongregacijskih, luteranskih, evangeličanskih in reformiranih denominacij. Konec leta 2014 je imelo 5116 kongregacij Združene Kristusove cerkve 979.239 članov, predvsem v Združenih državah Amerike. Leta 2015 je raziskovalni center Pew Research ocenil, da Združeni Kristusovi cerkvi pripada 0,4 odstotka ali 1 milijon odraslih vernikov.
Združena Kristusova cerkev ohranja polno občestvo z drugimi protestantskimi denominacijami. Številne njene kongregacije prakticirajo odprto občestvo. Denominacija močno poudarja sodelovanje v medverskih in ekumenskih prizadevanjih po vsem svetu. Nacionalno vodstvo in splošna sinoda Univerzalne Kristusove cerkve zgodovinsko podpirata kulturno liberalne poglede na družbena vprašanja, kakršna so državljanske pravice, pravice LGBT, pravice žensk in splav. Poleg tega so kongregacije Združene Krisusove cerkve v doktrini in učenju neodvisne in ne podpirajo nujno teoloških ali moralnih stališč nacionalnega telesa. Cerkev se opisuje kot »izjemno pluralistična in raznolika denominacija«.